# Creeper (DC Comics)
Pour les articles homonymes, voir Jack Ryder et Ryder.
Le Creeper est un personnage de fiction, un super-héros de l'univers de DC Comics. Créé par Steve Ditko, il apparaît pour la première fois dans le comic book Showcase no 73 (mars-avril 1968). Son alter ego est le journaliste Jack Ryder.

## Biographie du personnage
Jack Ryder était un présentateur de télévision renvoyé à cause de son caractère excentrique.
Le Creeper peut être vu comme un double positif du Joker. Tout aussi fou (voir plus) que ce dernier, il n'a peur de rien dans sa folie. De plus, il est amoureux d'Harley Quinn. 
La nature de ce personnage est au départ très ambiguë. La population y voit un détraqué mental de plus dont l'aspect physique rappelle l'effroyable Joker. Cela est principalement dû au fait qu'étant fou, il agit en mettant en danger les gens autour de lui. À l'inverse du Joker qui terrorise les innocents, le Creeper terrorise exclusivement les criminels et se proclame justicier au même titre que Batman. Ce dernier voit tout d'abord ce personnage comme un être inquiétant, cependant Bruce Wayne prendra personnellement la charge des soins apportés à Jack Ryder pour qu'il soit réhabilité. 
Plus tard le Creeper finira par prouver sa valeur en tant que héros et deviendra membre de la Ligue des justiciers.
En 2006, une mini-série scénarisée par Steve Niles et dessinée par Justiniano présente une nouvelle version de ses origines.
Dans Les nouvelles aventures de Batman, Jack Ryder est un journaliste tournant un reportage sur le passé criminel du Joker. Ryder est d'abord victime du gaz hilarant de ce dernier qui tente ensuite de le noyer dans une cuve d'acide. Le cocktail acide et gaz hilarant l'ayant transformé, il devient le Creeper et traque les malfrats de Gotham. Il parvient à mettre hors d'état de nuire le Joker lui-même qui ira jusqu'à dire à Batman : " Il est fou ! "
Après avoir été stoppé par Batman à l'aide d'un tranquillisant, le Creeper reprend l'apparence et la personnalité de Jack Ryder grâce à un patch préparé par Batman. Toutefois à la fin de l'épisode, il ôte ce patch et on comprend à son rire psychopathe que le Creeper est de retour.

## Pouvoirs et capacités
Le Creeper a une force et une agilité surhumaine. Il peut faire des bonds sur de grandes distances. Il a aussi des capacités de guérison exceptionnelles.

## Œuvres où le personnage apparait

### Comics
- Showcase no 73, 1968 : Première apparition
- Beware the Creeper vol. 1, no 6, 1968-1969
- The Creeper vol.1, no 12, 1998-1998
- Beware the Creeper vol. 2, no 5, 2003
- The Creeper vol.2, no 6, 2006-2007
- The Creeper by Steve Ditko, 2010 : Anthologie (1st Issue Special (1975) no 7 + Beware the Creeper 1 no 1-6 + Cancelled Comic Cavalcade (1978) no 2 + Showcase (1956) no 73 + World's Finest Comics (1941) no 249-255)
- Justice League Dark no 23.1 : The Creeper, novembre 2013

### Télévision
- Batman (The New Batman Adventures, Alan Burnett, Paul Dini, Bruce Timm, 1997-1999) avec Jeff Bennett (VF : Daniel Lafourcade)